# Transports en Moldavie
Cet article présente les infrastructures de transport en république de Moldavie (pour le transport en Moldavie occidentale, voir Transport en Roumanie).

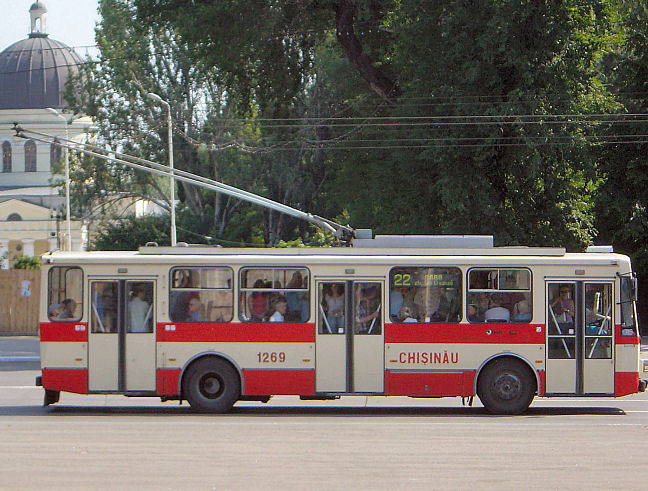
Ancien modèle de trolleybus de Chișinău.

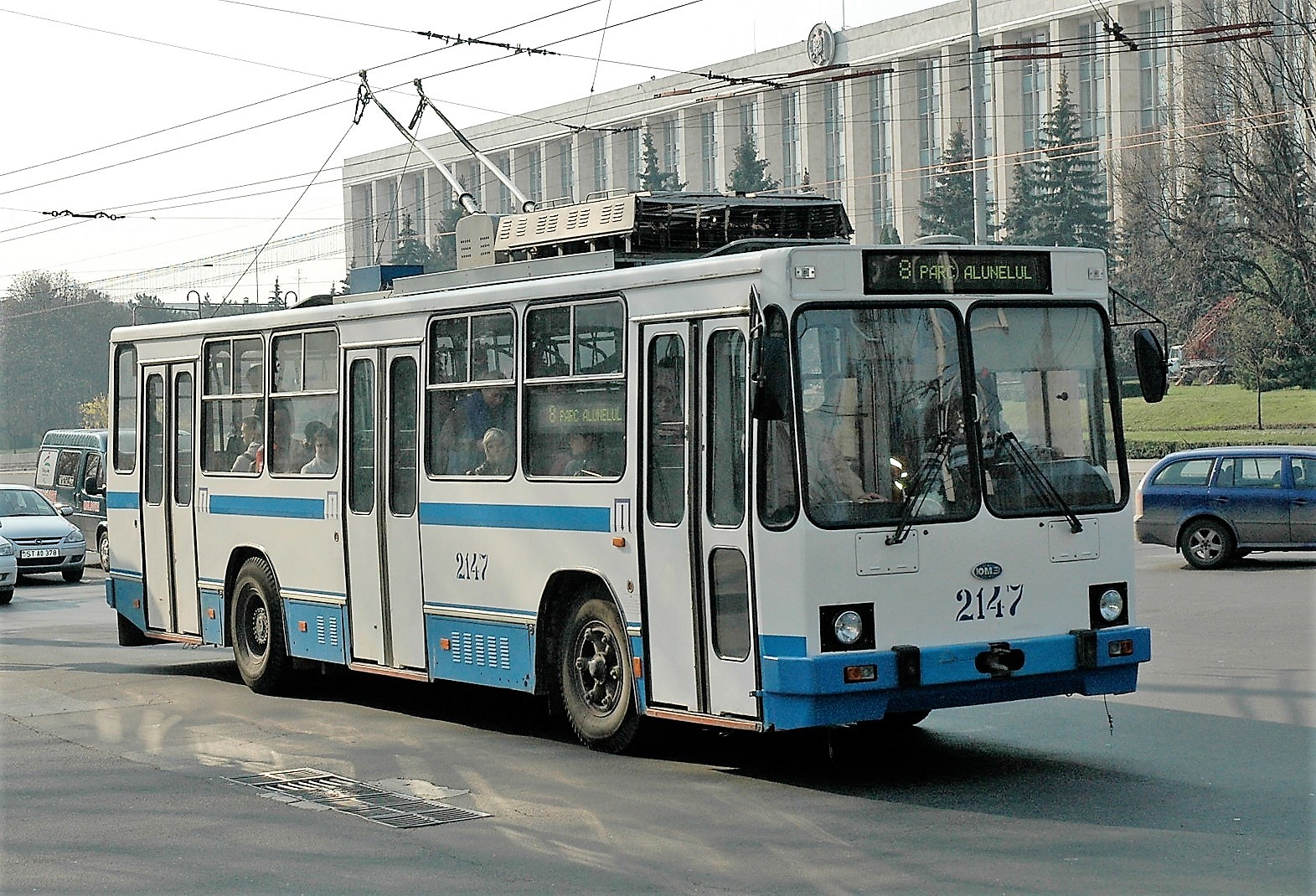
Trolleybus YuMZ T2 à Chișinău.

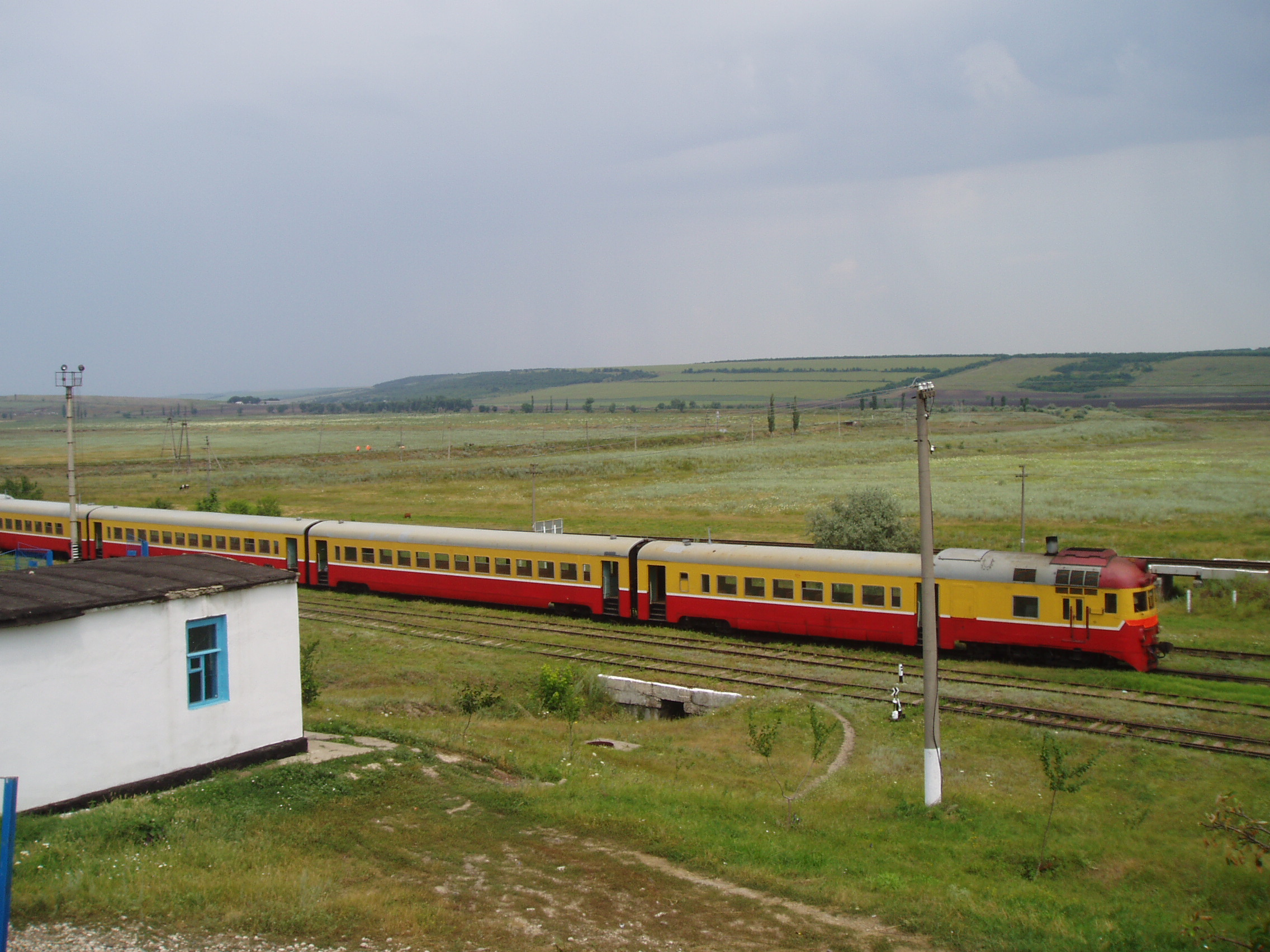
Train à automotrice diesel en Moldavie, 2006.

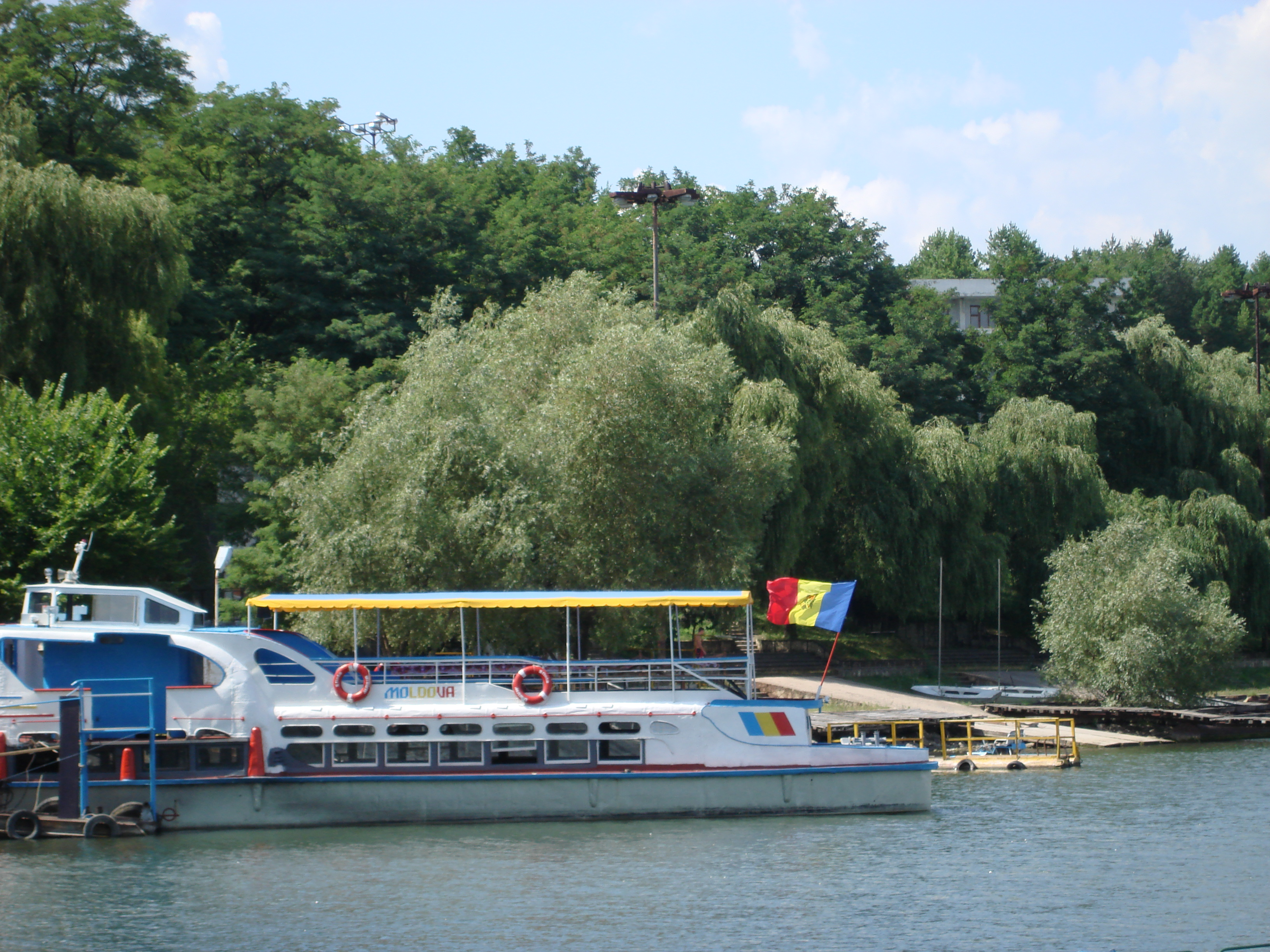
Vedette fluviale sur le Bîc, au lac Sireți-Ghidighici.

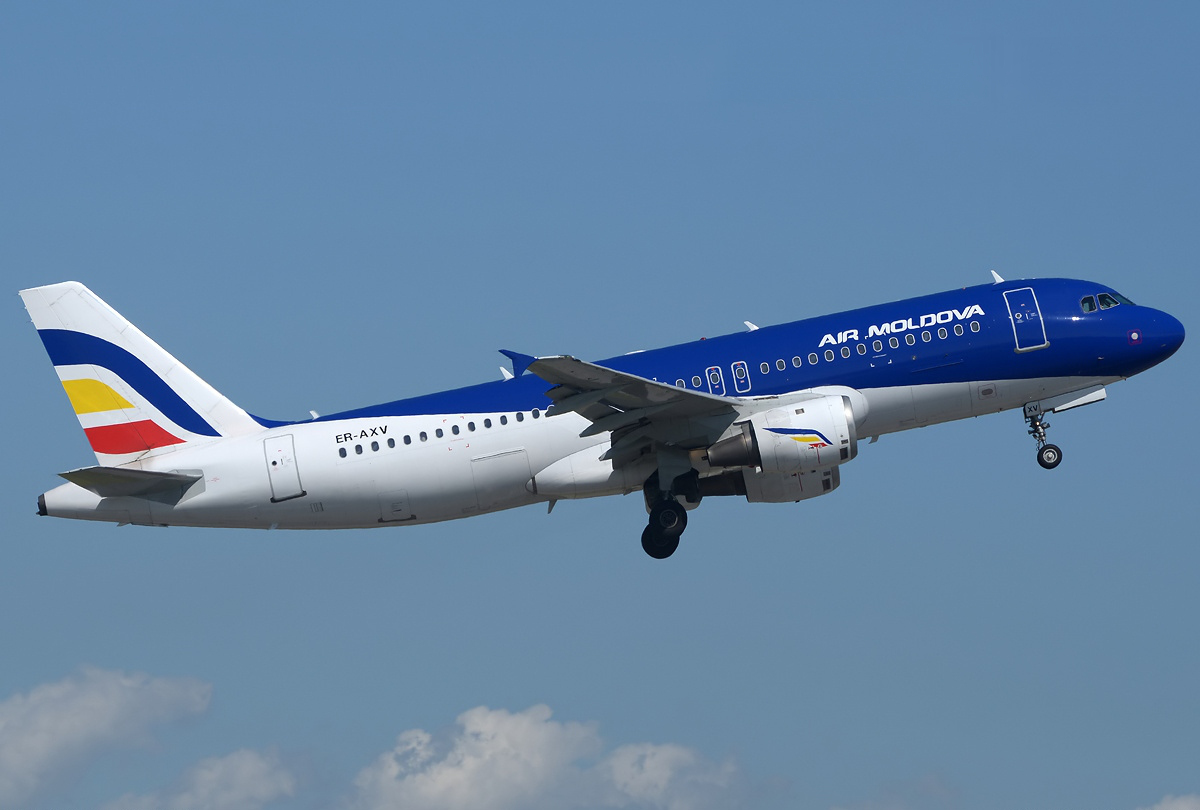
Livrée d’Air Moldova sur un Airbus A320 de la compagnie

## Introduction

### Situation géographique
Dans le sud-est européen, au « carrefour géographique » d’une part des Balkans et de l’Europe du Sud-Est à laquelle elle appartient par son histoire ancienne et sa langue latine, et d’autre part de l’Europe de l'Est à laquelle elle est reliée par son passé soviétique et son appartenance à la C.E.I, la Moldavie est proche de la Mer Noire mais sans littoral, car le territoire ukrainien la sépare du liman du Dniestr. Aux marges de la zone d’influence de la Russie, la présence militaire russe en Transnistrie permet à Moscou non seulement d’empêcher une union Moldo-Roumaine, mais surtout de garder un œil vigilant sur l’Ukraine et sur la base militaire franco-belgo-néerlandaise de Palazu mare, près de Constanța sur le littoral roumain de la mer Noire (la Roumanie est membre de l’Union européenne et de l’OTAN).
Sans cette position géostratégique entre des ensembles antagonistes, sa diversité ethnique, linguistique et culturelle (78 % de Roumains, 15 % de Russes et d’Ukrainiens, 7 % d’autres minorités : Gagaouzes, Bulgares…) pourrait être un atout. Ce brassage de populations est l’héritage d’une colonisation déjà ancienne, commencée sous l’Empire russe, et des vagues de déportation des autochtones ordonnées par Joseph Staline, dont les effets émotionnels, traduits et instrumentalisés sur les plans électoral et territorial, ralentissent l’émergence d’une nation cohérente, stable et propice aux investissements. Si la Moldavie pouvait mener librement une politique d’intégration dans les grands programmes européens sans pour autant sortir de la CEI, elle pourrait devenir un lien entre les deux Europes et même l’Asie, en offrant une alternative aux grandes routes maritimes (canal de Suez).

### La donne internationale depuis l’indépendance
Du point de vue politique, la Moldavie fait partie de « l’autre Europe », celle de l’Est, repoussée derrière le « nouveau rideau de fer » établi en 1991, lorsque la sphère d’influence de Moscou a reculé de mille kilomètres pour s’établir sur les frontières de l’ancienne Union des républiques socialistes soviétiques, pays baltes exclus. Au terme de son élargissement de 2007, l’Union européenne a acquis une nouvelle frontière orientale, qui est une « nouvelle ligne de partage du continent Européen ». La position de la Moldavie est d’autant plus délicate sur cette nouvelle fracture, que ses débouchés vers l’Est (Ukraine, Russie) passent obligatoirement par la Transnistrie, région sécessionniste à majorité russophone, ce qui fragilise ses échanges. C’est donc un pays relativement enclavé que nous trouvons aux frontières de l’Union européenne, avec les dangers que cela comporte : émigration clandestine massive, trafics illégaux divers, frustrations voire extrémismes.

### L’enclavement
L’actuelle Moldavie correspond à l’ancienne République socialiste soviétique moldave qui a proclamé son indépendance le 27 août 1991 dans les frontières soviétiques tracées en 1940 et confirmées en 1947 par le traité de Paris. Elle ne couvre que 32 % de la principauté roumaine moldave médiévale et se trouve amputée au sud de son ancien accès à la mer Noire (les quatre ports de la Bessarabie : Reni, Izmaïl, Kilia et Bilhorod-Dnistrovsky ayant été rattachés à l'Ukraine) et agrandie à l’Est d’une bande de terre auparavant ukrainienne, la Transnistrie. En divisant ainsi la Bessarabie, les autorités soviétiques ont ainsi rendu la Moldavie économiquement dépendante de l’Ukraine et empêché un éventuel retour de la Bessarabie entière dans le giron roumain.
La frontière moldo-ukrainienne, qui n’était qu’une limite administrative à l’intérieur de l'URSS, n’a pas été conçue pour être une frontière internationale selon le principe de « viabilité des frontières » défini par Emmanuel de Martonne : elle recoupe à sept reprises la voie ferrée Tchernivtsi-Mohyliv au nord du pays et à 6 reprises la voie Odessa-Reni au sud, ainsi que de nombreuses routes. Ce tracé ne laisse à la Moldavie que 340 m de rivage danubien et coupe ce pays de tout accès direct à la mer Noire (liman du Dniestr) à 850 m près. Cela pose d’importants problèmes de circulation et de logistique qui ont fait émettre plusieurs propositions d’échanges territoriaux (par exemple la Transnistrie contre une partie du Boudjak ukrainien, ou encore les rayons moldaves de Tiraspol et Slobozia contre le rayon ukrainien de Reni) dont aucune n’a abouti. Contrairement aux informations qui ont circulé dans divers média, l’échange plus limité entre une partie de la commune moldave de Palanca et une partie de la commune ukrainienne de Reni, proposé en 1997, globalement défini en 1999 et qui a fait l’objet d'un protocole additionnel en 2001, n’a jamais été mis en application, le statut du lieu-dit Rîpa de la Mîndrești étant contesté. Cet échange avait pour objet d’agrandir l’accès de la Moldavie au Danube tout en supprimant la traversée de la Moldavie par la route Odessa-Reni.
De ce fait, bien que le pays soit limitrophe de la rivière Prut et du fleuve Dniestr, il est enclavé, car :
- il n’existe plus d’ouverture maritime comme au temps de la Bessarabie et de la République démocratique moldave ;
- le Dniestr est physiquement navigable, mais pas toujours politiquement, les russophones empêchant le trafic en amont des ports qu'ils contrôlent, pour des « raisons de sécurité » ;
- les connexions avec la Roumanie sont devenues rares (trois points de passage seulement : Sculeni, Albiţa, et Oancea devant Cahul) ;
- les chemins de fer ont, depuis 1946, le gabarit soviétique et l'électrification est limitée au tronçon sous contrôle russe ;
- seul, l’aéroport de Chișinău permet un accès au ciel européen mais il est en concurrence avec les aéroports de Iași, capitale provinciale de la Moldavie roumaine, et d’Odessa en Ukraine.

En termes d’infrastructures, la Moldavie n'a pas les caractéristiques : 
- d'un État indépendant, car son réseau n’est pas suffisamment structuré autour d’un point précis ;
- d'un territoire roumain, car les réseaux des deux pays sont peu reliés entre eux et l'écartement des rails est différent.

### L’enjeu politique des transports
L’action de désenclaver peut venir uniquement d’une volonté politique d’accroître la viabilité économique et sociale. D’un point de vue politique, l’effet structurant des transports se traduit d’abord territorialement, en assurant la continuité territoriale et l’unité du pays. Cette politique se heurte au résultat du plan impérial russe puis soviétique des transports visant à drainer l’ensemble des produits (surtout agro-alimentaires et vinicoles de la RSS de Moldavie vers Odessa, mais non à favoriser les déplacements des citoyens et des marchandises à l’intérieur du pays.
Bien qu'ayant été un « finisterre » russe puis soviétique, son réseau n’est pas pour autant du type « terminaison de lignes ». C’est le « paradoxe moldave » d’être au cœur de l’Europe, au sens géographique du terme, mais d’avoir été mise à l’écart du processus de développement continental, en raison de sa position historique de « marche frontalière » soviétique, et de sa position actuelle aux marges de deux zones d’influence antagonistes : l’occidentale d’une part, avec l’Union européenne et l’OTAN en Roumanie, et l’eurasiatique d’autre part, avec le rôle prédominant de la Russie et, en Moldavie même, de la minorité russe et des partis pro-russes.
Les décideurs politiques d’aujourd’hui ne peuvent pas inverser ce phénomène en recréant les liens historiques entre la Moldavie et ses pays voisins car les dirigeants de la Transnistrie et les communistes de Moldavie se sont toujours opposés à tout ce qui pourrait réduire la dépendance du pays vis-à-vis de la Russie.
Le désenclavement de la Moldavie peut donc se faire uniquement dans le cadre d’une négociation européenne élargie, au-delà du pacte de stabilité de l’Europe du Sud-Est, avec la création d’une zone internationale d’échanges comprenant la Moldavie, la Roumanie et l’Ukraine dans un espace économique impliquant l’Union européenne, la CEI et le bassin de la mer Noire (Turquie, pays du Caucase). En plus de la stabilité politique, le désenclavement de la Moldavie aurait aussi des conséquences macro-économiques positives, à long terme, car passant par une politique de transports intégrée à la stratégie européenne (corridors de transport) ainsi qu’aux programmes de la CEI (couloirs de l’OSJD).

## État des lieux du réseau et analyse des faiblesses actuelles des infrastructures

### Infrastructures internes

#### Structure des réseaux
Les réseaux routiers et ferroviaires moldaves diffèrent par leur structure et leur répartition géographique. On peut réaliser une analyse comparative entre les deux réseaux afin de comprendre les difficultés de circulation des Moldaves. La différence entre réseau routier et réseau ferroviaire est frappante en Moldavie, comme s’il s’agissait de deux pays différents, avec des plans de déplacements distincts. La politique soviétique avait en effet deux objectifs pour ses républiques :
- l’irrigation territoriale propre à chacune, qui s’est traduite par les réseaux routiers développés autour des capitales notamment en Moldavie par la structure étoilée du réseau ;
- l’intégrité de l’ensemble soviétique dans son fonctionnement économique planifié et centralisé, qui s’est concrétisée par un réseau ferroviaire axé sur le fret et les longues distances, donc construit dans le but unique de faciliter les échanges au sein de l’URSS et en particulier avec Moscou.

#### Réseau routier

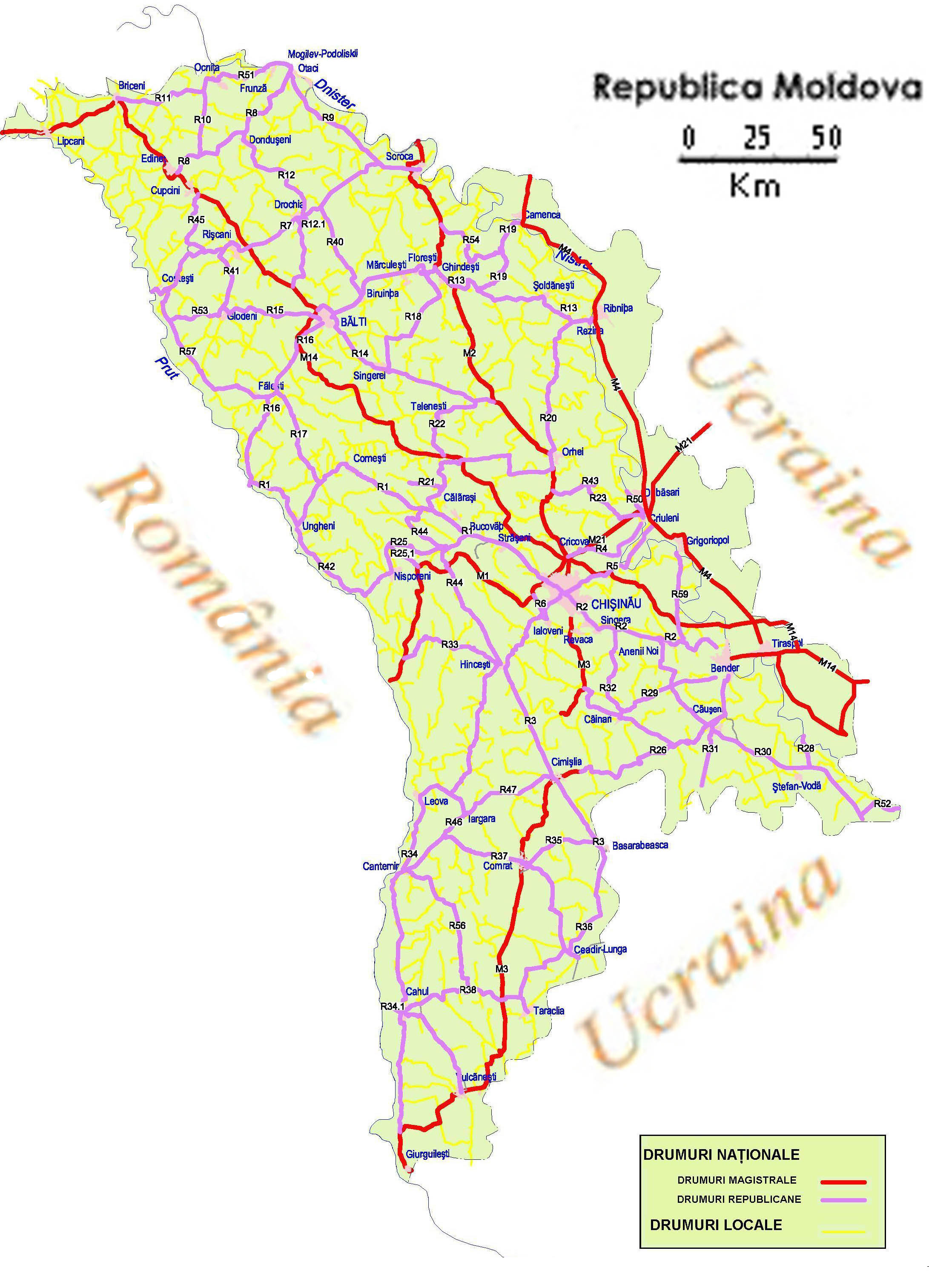
Réseau routier de la Moldavie.

Au 1er octobre 2001, la longueur totale du réseau routier public en Moldavie est de 10 500 km, dont 3 200 km de routes nationales (30,5 %) et 7 300 km de routes locales (69,5 %), pour une densité de 315 km de routes pour 1 000 km², niveau relativement élevé pour un pays de l’ex-URSS. L’accès au réseau routier est donc assez facile.
Le réseau routier est structuré en « étoile » autour de Chișinău, schéma à l’image de la centralisation politique dans ce pays avant son indépendance. Ces liaisons permettent d’absorber la majorité du trafic interne actuel, mais sont saturées depuis les années 2010 par la prolifération automobile.
Dans le détail, les routes principales en Moldavie sont gérées par le Département Routier du ministère des Transports et des Communications, via l’Administration d'État des Routes divisée en régions (similaires aux DDE en France).
Le tracé du réseau routier est marqué par la période soviétique. Au réseau des routes secondaires, hérité du royaume de Roumanie, s’est superposé le schéma soviétique en « étoile » qui se distingue par quatre grands axes nord-sud et est-ouest avec en plus, un axe latéral allant du nord au sud de la Transnistrie, schéma intégré au réseau routier international après l’indépendance.
Cette structure présente quelques avantages :
- les communications sont efficaces entre la province et la capitale Chișinău, lieu de décision et de consommation ;
- il existe une cohérence territoriale avec un centre et une périphérie.

Mais aussi beaucoup d’inconvénients :
- les infrastructures routières transversales sont peu développées, les routes secondaires négligées, leur pavement vieux de plus de 80 ans est vétuste (quand les pavés n’ont pas été dérobés), encore non goudronnées, étroites, et il est difficile de s’y croiser. Cette situation ne permet pas de relations importantes entre villes de province ;
- en l’absence de rocade autour de Chișinău, le centre-ville est souvent encombré, et comme les cars ne sont pas prioritaires et ne bénéficient pas de couloirs, les retards sont fréquents au départ de la gare routière internationale ;
- la liaison est-ouest pour le trafic de transit n’est pas directe et passe à une certaine distance au nord de Chișinău, à un nœud reliant aussi la province de Bălți (M 14, M 21, A 253, secteur de Cricova).

En plus des routes publiques, il faut compter les 10 700 km de routes non publiques (routes et chemins de douaniers, routes privées, chemins agricoles) dont 6 100 km non goudronnées, mais où la circulation est possible avec une bonne suspension.
Le réseau public reste propriété de l'État et ne peut faire l’objet de privatisation ou de péage, mais un système de concessions a été à l’étude. Une des raisons du succès électoral du parti communiste moldave (près de 50 % des sièges au parlement depuis 2001) est précisément la crainte des privatisations, et de la disparition des services publics bon marché ou gratuits.
Les routes sont de deux types : routes « M » à grande circulation (M comme « magistrale », c’est-à-dire relevant auparavant du pouvoir unional soviétique, servant au transport à longue distance et ouvertes au trafic étranger), et routes « A » (A comme « auto », relevant auparavant du pouvoir local de la République, servant de liaison entre Chișinău et les chefs-lieux de la Moldavie et ouvertes seulement au trafic local). L’ensemble de ces voies de circulation constitue « l’étoile » du réseau principal. Avec l’augmentation du trafic, ce schéma se traduit par la une saturation de certains axes alors que de grands espaces restent non desservis, en particulier les régions rurales.

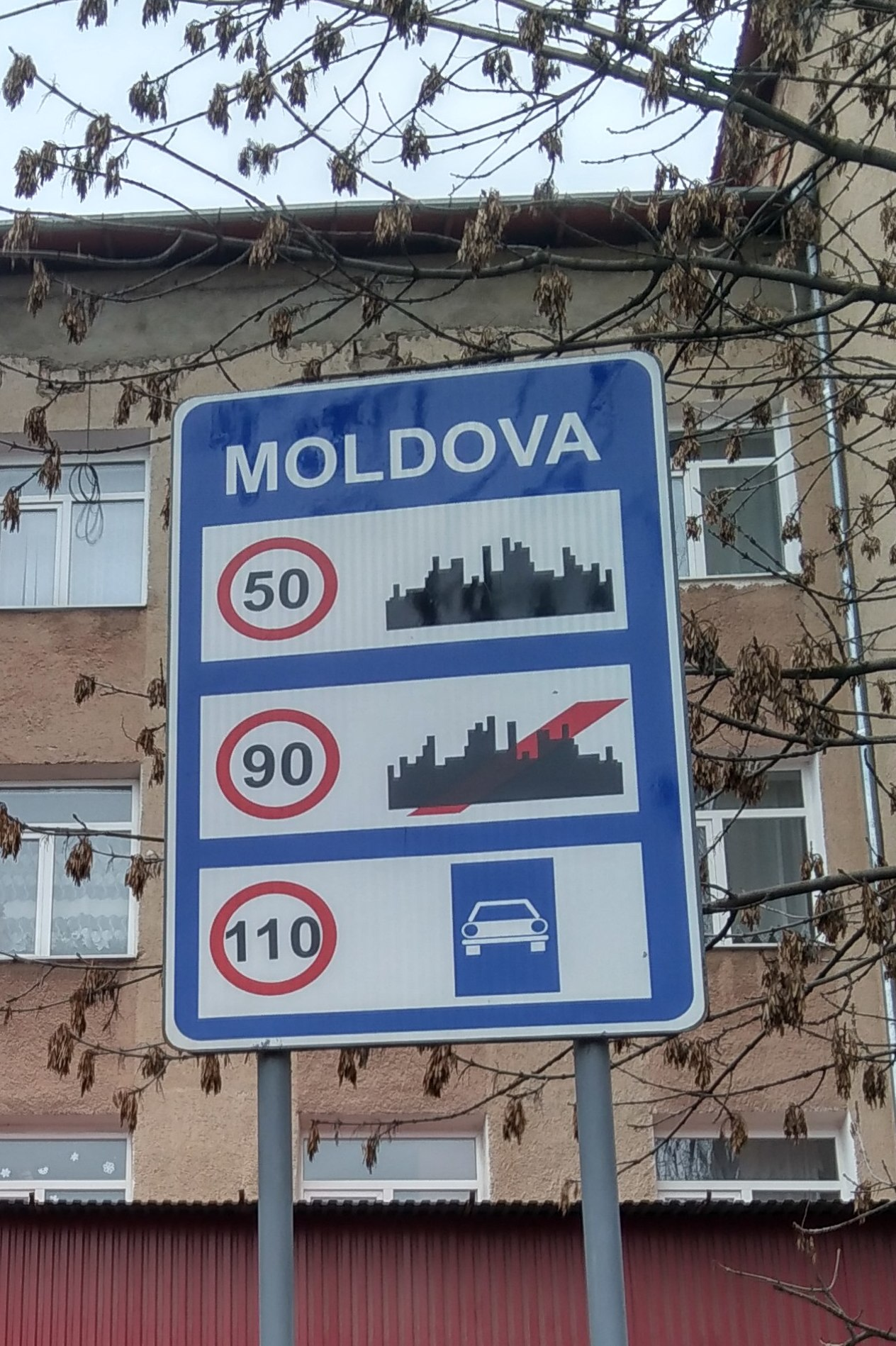
Panneau de limitation de vitesse en Moldavie

Les limitations de vitesse sont les suivantes :
- 50 km/h en ville ;
- 90 km/h hors agglomération ;
- en l'absence d'autoroute, 110 km/h sur les routes à deux fois deux voies séparées par un parapet pour les véhicules de moins de trois tonnes et demi (depuis 2017)[6].

Avant 1991, la volonté des autorités de la RSS de Moldavie était de bien relier les deux composantes territoriales du pays, Moldavie historique et Transnistrie, tout en limitant les échanges avec la Roumanie. À cette époque, six grands ponts ont été construits sur le Dniestr, convenablement répartis du nord au sud pour assurer cette unification. En revanche, seuls trois ponts (dont deux ferroviaires) subsistaient par-dessus le Prut. Sur cette rivière, deux nouveaux ponts ont été ouverts depuis 1991. Tous ces ponts, de taille modeste, ne permettent pas d’absorber l’actuel trafic international en plus du trafic intérieur. De plus, en Roumanie, des barrières techniques se mettent en travers des transporteurs moldaves. Comme dans les autres pays de l’U.E., les véhicules « Euro 0 » de fabrication soviétique n’ont plus le droit de circuler en Roumanie depuis le 1er janvier 2002, alors que le commerce moldave dépend en grande partie de ses échanges avec les régions frontalières.
Pour des raisons techniques, il est temporairement impossible d'afficher le graphique qui aurait dû être présenté ici.

Forbes 2019

#### Réseau ferroviaire

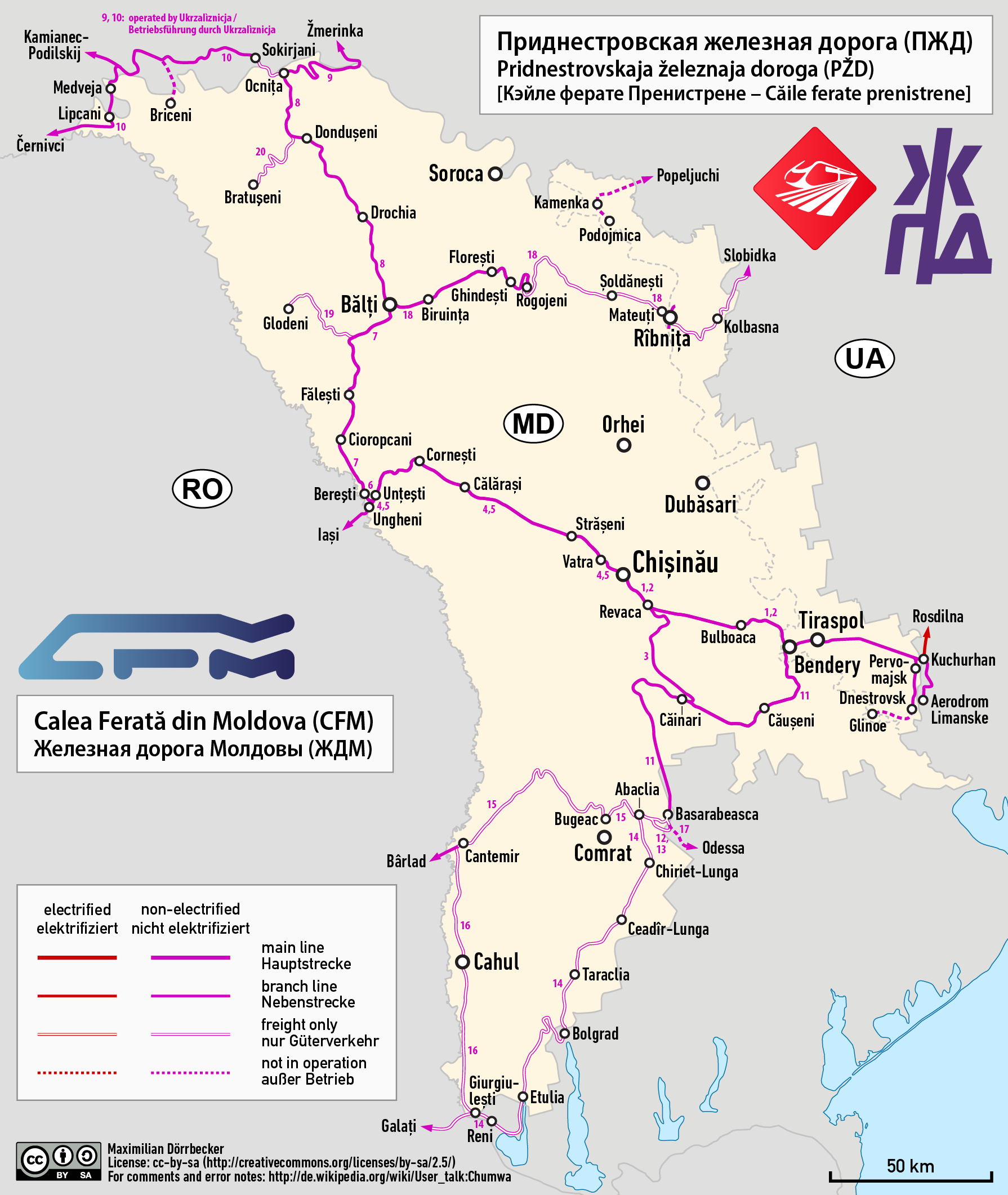
Le réseau ferré de la Moldavie : en rouge, la partie électrifiée ; double-trait : ligne double.

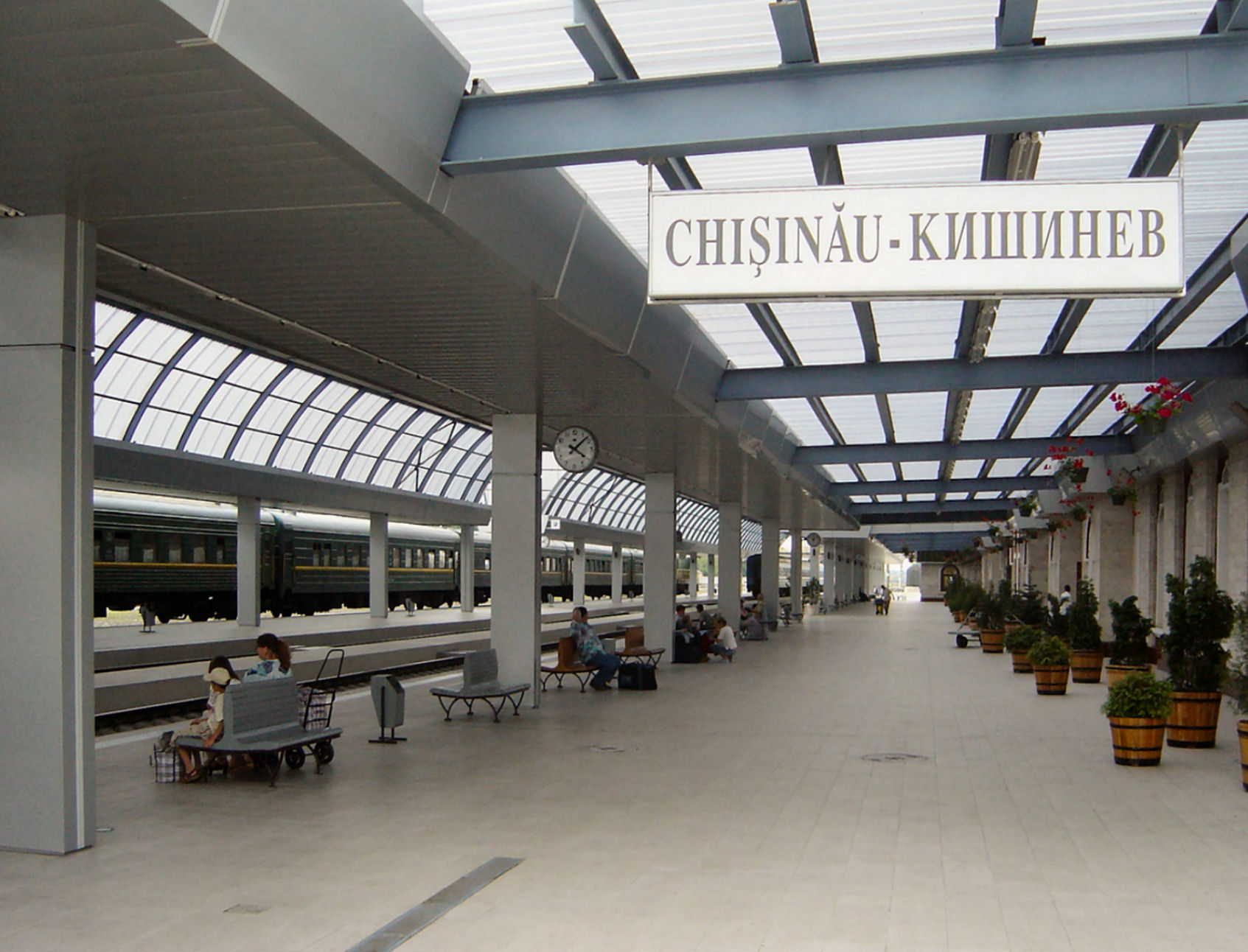
Les quais de la gare de Chișinău, avec le panneau bilingue roumain-russe.

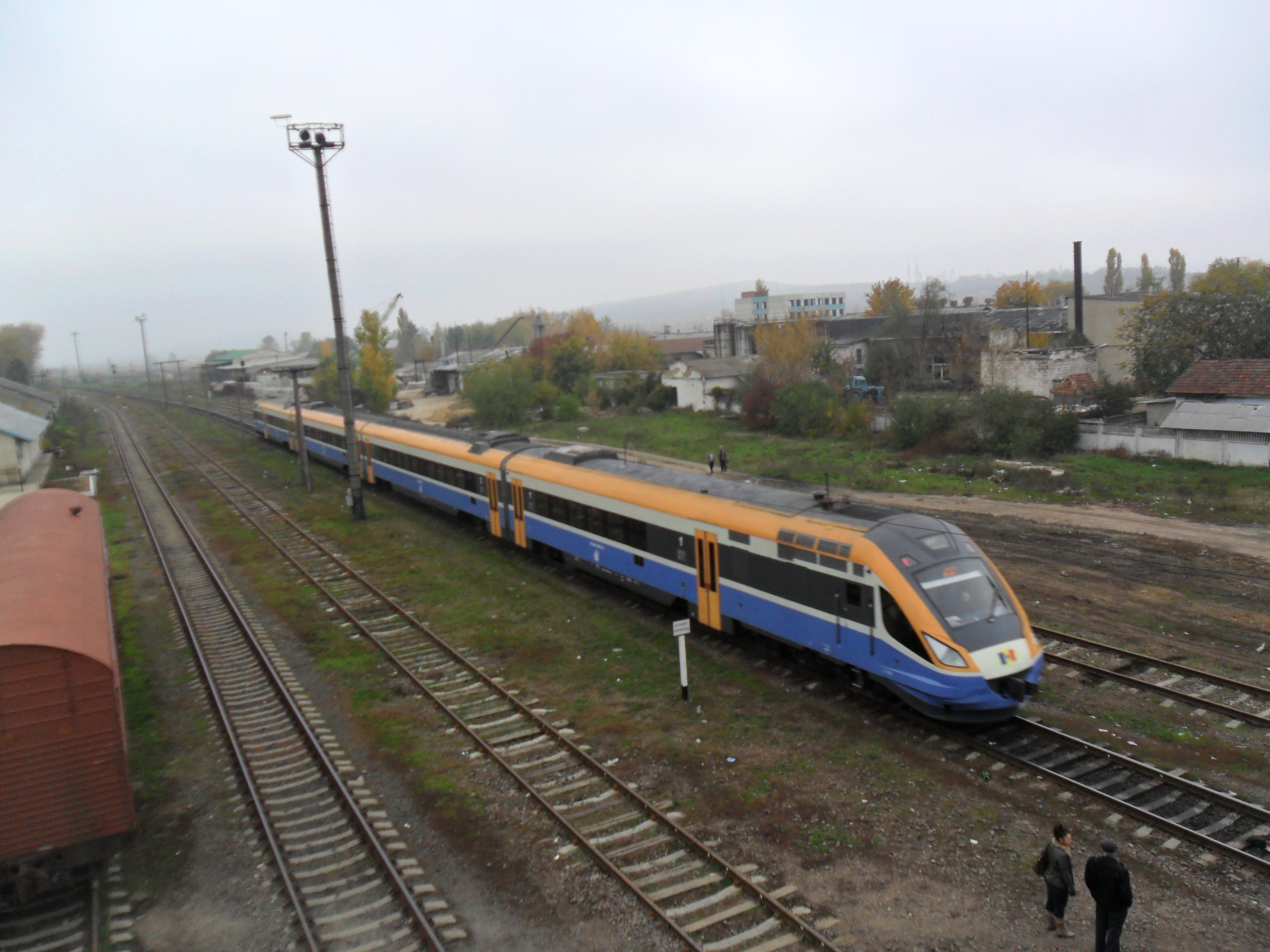
Rame à traction diesel.

Le réseau ferroviaire moldave couvre une longueur utile de 1 139,3 km. La longueur développée des voies est de 2 318 km (avec les triages, embranchements et voies de service). Au total, ces infrastructures couvrent une superficie de 10 800 hectares. La densité est de 0,34 km de voie ferrée pour 1 000 km².
Le réseau ferroviaire moldave, conçu à l’époque impériale russe, a été réalisé au gabarit russe de 1,524 m. Inauguré le 28 août 1871, le premier tronçon desservait l’itinéraire Chișinău-Tiraspol-Odessa, pour exporter les grains et les vins bessarabiens. Il a été prolongé jusqu’à la frontière roumaine d'Ungheni où il se connecte au réseau roumain. Deux autres ramifications sont ensuite venues s’y attacher : une au sud-ouest à partir de Tighina (en russe Bender) vers le port danubien de Reni, et l’autre d’Ungheni vers le nord pour relier le pays à Kiev, Moscou et Saint-Pétersbourg en passant par Bălți, surnommée « capitale du nord de la Moldavie ». À l’époque roumaine, le réseau a été mis au gabarit européen de 1,435 m dans les années 1919-1922, et trois nouvelles voies ont été construites vers la Moldavie occidentale roumaine, sous l’égide des ingénieurs de la mission française Berthelot. Ce réseau a été remis au gabarit russe à l’époque soviétique en 1945-1948, en utilisant la main-d’œuvre des prisonniers politiques.
Lors de l’indépendance en 1991, le parti agrarien de Mircea Snegur a proposé l’électrification et l’adaptation du réseau aux deux gabarits, avec la pose d’un troisième rail au gabarit UIC européen à l’intérieur du gabarit russe, comme c’est déjà le cas à la frontière roumano-ukrainienne entre la Ruthénie subcarpathique et le Maramureș, de manière que puissent y circuler aussi bien les trains européens que les trains ukrainiens ou russes. Ainsi, les statuts de la C.E.I., qui prévoient la continuité territoriale au sein des pays ex-membres de l’Union soviétique pour permettre aux citoyens séparés par les nouvelles frontières de continuer à voyager par le mode ferroviaire, étaient respectés. Mais le manque de financements et l’opposition des communistes a fait échouer ce projet. Toutefois, afin d’éviter les changements de locomotives en frontière, à l’extrémité est du réseau l’électrification du tronçon Tiraspol-Cuciurgan à la frontière avec l’Ukraine a eu lieu dans la partie transnistrienne de la Moldavie, tandis qu’à l’ouest, la mise aux deux gabarits a été réalisée sur un tronçon de 13,9 km entre Ungheni et la frontière roumaine.
À l’inverse de la route, le réseau ferroviaire n’a pas de centre, il n’est que la continuité du réseau ukrainien dont il partage le gabarit, et Chișinău n’est qu’un lieu de passage parmi d’autres. Les frontières tracées en 1940 lorsque l’URSS annexa la Bessarabie, font fi du tracé des voies ferrées qui, lui, suit les facilités géographiques. Il est donc entrecoupé à plusieurs reprises par la frontière moldo-ukrainienne, désormais internationale. Faute d’accord de circulation, les contrôles à chaque passage imposent de longs arrêts qui rendent le rail répulsif par rapport à la route, qui, pour sa part, évite les frontières. Le réseau n’offre que trois points de passage vers la Roumanie, dont un seul au gabarit européen. C’est un schéma soviétique de fin de lignes. En outre, de vastes zones ne sont pas desservies par le rail.
Les caractéristiques de ce réseau engendrent de gros handicaps pour la Moldavie :
- il n’existe pas d’axe principal autour duquel organiser le réseau, puisque l’axe le plus développé est celui de Ungheni – Chișinău – Tiraspol et nécessiterait un accord politique avec la Transnistrie ;
- la station ferroviaire disposant de plus de directions des chemins de fer (4) est celle de Bălți, seule ville en Moldavie disposant de deux gares ferroviaires Gare de Bălți-Slobozia et Gare de Bălți-Ville ;
- certains points de province ne sont desservis qu’aléatoirement ou pas du tout à cause de l’état vétuste de l’infrastructure. Par exemple, pour se rendre à Ocnița, il faut presque 8 h contre 4 h 30 en autocar à cause de l'état des voies, des vols de métaux et de la détérioration des équipements (imputée aux lobbys routiers - les mêmes problèmes se rencontrent dans les pays voisins) ;
- dans l’est de la Moldavie, la traction ferroviaire pose problème : on change trois fois de mode, électrique 15 kV en Ukraine, puis électrique 3 000 V continu en Transnistrie et enfin traction diesel de Tiraspol à Chișinău ! De plus, les locomotives ne sont pas toujours disponibles. Il en résulte une perte moyenne de deux heures en plus du « temps d’attente politique » dû aux autorités transnistriennes ;
- certaines relations Chișinău-province se font dans le cadre d’un régime international : chaque voyageur est dans l’obligation de posséder un passeport. Le meilleur exemple est la relation Chișinău-Cahul pour laquelle le trajet ferroviaire dure 16 h, contre 4 h en car parce que la voie passe sur quelques kilomètres, mais à trois reprises, en Transnistrie et en Ukraine, ce qui fait six vérifications d’identité !
- la politique handicape elle aussi le transport sur rail : à titre d’exemple, le 30 juillet 2004, après que la Moldavie ait prononcé des sanctions économiques contre la Transnistrie, cette dernière a fait fermer le tronçon entre Bender et Cuciurgan (frontière avec l’Ukraine) à l’aide de blocs de béton. Ainsi, la Moldavie s’est retrouvée isolée du reste de la CEI pendant deux semaines.

Cette situation comporte tout de même deux points positifs :
- le réseau ferroviaire est bien relié aux réseaux de la CEI, ce qui géographiquement, lui assure un accès aux ports le plus proches, Reni sur le Danube et Odessa sur la Mer Noire, mais cet atout est contrarié par la situation politique ;
- la présence de voies au gabarit ISO à la frontière d’Ungheni permet à la Moldavie de rester reliée à la Roumanie en lui assurant un accès vers l’extérieur sans passer par la Transnistrie. De plus, en cas de rapprochement entre la Moldavie et l’Union européenne, ou de durcissement avec la Transnistrie, l’axe Ungheni-Chișinău deviendrait le « poumon » du pays.

En revanche, la majeure partie des lignes ferroviaires sont à voie unique. Leur exploitation est plus contraignante.
La restructuration se poursuit, avec la séparation de la gestion des infrastructures et de l’exploitation ferroviaire, ce qui a déjà mené à des incidents et accidents faute de coordination. La transition vers l’économie de marché nécessiterait :
- la modernisation des lignes existantes ;
- la participation aux programmes des Corridors paneuropéens ;
- l’électrification du tronçon Chișinău-Ungheni ;
- le doublement des lignes à voie unique, au moins d’Ungheni à Bălți ;
- la mise du réseau au double-gabarit ISO et russe, au moins d’Ungheni à Chișinău, pour éviter les changements de bogies.

Mais les financements manquent.

#### Réseau navigable et flotte

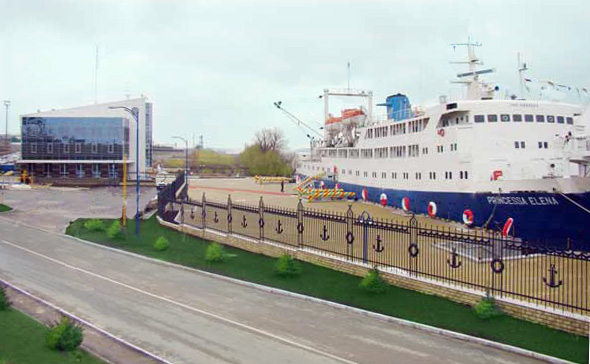
L'embarcadère de Giurgiulești sur le Danube, avec le paquebot Princessa Elena, affrété par une compagnie russe de Sotchi, sous pavillon Sierraléonais. Il relie Giurgiulești à Istanbul tous les lundis.

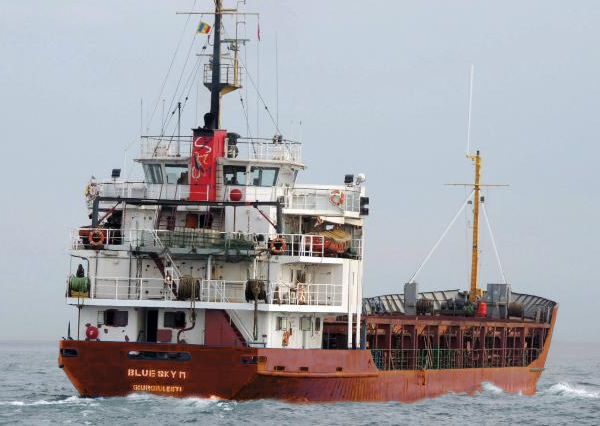
Le cargo moldave Blue Sky M peut transporter des conteneurs ou des automobiles.

En voies navigables, la Moldavie compte 1 356 km, (dont 716 km sur le Prut et 640 km sur le Dniestr), mais les navires supérieurs à 249 TPL ne peuvent y accéder. Le transport fluvial moldave traite environ 50 000 TPL de fret par an, dont la majorité sur le Dniestr en Transnistrie, qui se réserve l’usage du port de Tighina à 228 km de l’embouchure sur la mer Noire) et de celui de Rîbnița à 434 km de l’embouchure.
Après avoir perdu en août 1940 les quatre grands ports de la Bessarabie : Reni, Izmaïl, Kilia et Bilhorod-Dnistrovsky rattachés à l’Ukraine soviétique, la Moldavie dispose uniquement de deux ports fluviaux :
- Ungheni sur le Prut, à 407 km du confluent avec le Danube, relié à la gare de fret internationale, mais avec seulement un petit débarcadère accessible à des chaloupes ;
- Giurgiuleşti sur le Danube, véritable port, d’une capacité totale de 500 000 tonnes par an, mais souffrant de la faible longueur du rivage moldave de ce fleuve (seulement 340 m ; un échange territorial entre la Moldavie et l'Ukraine proposé en 1997 devait quadrupler cette longueur, mais il a échoué).

Jusqu’en 2022 ce port était la seule ouverture maritime moldave possible. Il y a deux autres ports anciens et beaucoup plus accessibles à proximité immédiate : Galați en Roumanie et Reni en Ukraine) mais pour des raisons politiques, jusqu’en 2022 (invasion de l'Ukraine par la Russie) l’Ukraine refusait de laisser transiter des navires et marchandises moldaves par Reni, relié au réseau ferroviaire moldave, ou par le liman du Dniestr, qui relie ce fleuve à la Mer Noire, et jusqu'au début de la procédure d'adhésion de la Moldavie à l'Union européenne, il était difficile de faire transiter des navires et marchandises moldaves par Galați en Roumanie (membre de l’Union européenne et de l’OTAN, alors que la Moldavie appartenait plus étroitement à la sphère d’influence russe).
Cela amena les autorités moldaves à argumenter la création du port de Giurgiulești par sa position au tripoint frontalier Moldavie-Roumanie-Ukraine au croisement des deux écartements de chemin de fer et d’un réseau routier européen, proche de la mer Noire et de son bassin économique et des grandes routes eurasiennes du programme TRACECA (liaisons avec la Turquie et la Géorgie), dans l’objectif de daugmenter l’indépendance énergétique de la Moldavie par rapport à la Russie en accueillant tout type de navire (roulier, vraquier, porte-conteneurs) jusqu’à 10 000 tonnes de port en lourd et aussi bien des bâtiments fluviaux que maritimes.
Depuis 2022, Giurgiulești subit la concurrence directe des ports de Reni, Izmaïl et Odessa (Ukraine), Varna (Bulgarie), Constanța et Galați (Roumanie), tous plus anciens, plus navigables et mieux équipés pour attirer les flux de transit entre la mer Noire et le VIIe corridor (Rhin / Main / Danube). Le nouveau port ne peut espérer une place que dans le trafic régional vers les Balkans, éventuellement vers l’Europe centrale et Istanbul.
L’investissement dans ce port a lourdement pesé sur le budget de la Moldavie dans un contexte de crise financière internationale, due à la décroissance, elle-même liée à l’épuisement des ressources notamment énergétiques. De plus l’intégration de la Moldavie à l’Union européenne, que la Russie considère comme un casus belli, a valu à Giurgiulești la chute « accidentelle » de quelques drones explosifs « présumés russes » officiellement destinés au port voisin ukrainien de Reni, par où l’Ukraine exporte ses céréales vers l’Union européenne.
Les effets de la guerre en Ukraine, la vulnérabilité et la faiblesse de ses infrastructures fluviales sont des points faibles pour la Moldavie, qui ne peut pas accueillir de gros tonnages de fret, en particulier en vrac. Le trafic de céréales ou de pétrole reste problématique. Les fleuves moldaves présentent le triple inconvénient d’être limités dans leur utilisation par leur faible débit et leur étroit gabarit, de délimiter tous deux des frontières (officielles ou non) et de ne faire l’objet d’aucun traité international pour leur utilisation. Le Dniestr n’a qu’un très faible trafic en raison de l’opposition de la Transnistrie pro-russe à toute tentative moldave de rétablissement d’un régime régulier de navigation. Quant au Prut à l’ouest, qui délimite la frontière avec la Roumanie et qui se jette dans le Danube en amont du petit port de Giurgiulești, il est sujet à de grandes variations de niveau et son débit est la plupart du temps insuffisant pour la navigation autre que celle de petites vedettes. C’est pourquoi le trafic moldave reste en grande partie tributaire des ports de Galați et de Constanța et Roumanie ou de Reni en Ukraine, celui d’Odessa lui étant inaccessible en raison du blocage transnistrien.
La Moldavie a rejoint l'Organisation maritime internationale (OMI) et adhère à l’accord de Belgrade des pays riverains du Danube, qui pourrait servir de cadre juridique pour l’amélioration du transport fluvial et maritime en Moldavie. Début 2001, le parlement a adopté un « Code de la navigation commerciale ». Mais ce programme a pris du retard et le parlement moldave doit toujours ratifier un certain nombre de conventions internationales gérées par l’OMI, tel que SOLAS, MARPOL, MPPS, LOAD MARK, PDNV, qui permettraient aux navires moldaves d’obtenir tous les certificats de conformité aux normes internationales et au pavillon moldave d’être utilisé sur les eaux internationales, avec les rentrées fiscales s’y rapportant. C’est précisément ce qui motive les députés pro-russes (45 % des sièges au parlement moldave) à refuser de ratifier ces conventions.
Mais techniquement, toute amélioration serait coûteuse et présente de gros inconvénients :
- l’altitude des reliefs ne permet pas le creusement d'un axe fluvial est-ouest pour les trafics de transit entre le Danube et Tiraspol en passant par Chișinău, qui coûterait autant que le canal de Panama pour une rentabilité infiniment moindre (même le canal Danube-Mer Noire en Roumanie, entre Cernavodă et Constanța, n’a jamais été amorti alors qu’il est ouvert depuis 1985) ;
- il serait dangereux de draguer les cours d’eau navigables sans consolider leurs berges à l’avance en y replantant les forêts-galerie qui les retenaient (abattues pour le bois et/ou pour la surveillance des frontières), car cela augmenterait la vitesse d’écoulement, et donc l’érosion des berges (quant à les bétonner comme on l’a fait ici ou là dans les années 1950-1980, les dangers sont encore plus grands hydrologiquement et environnementalement parlant, toute rupture de digue représentant un très grand risque) ;
- Ungheni et de Tighina pourraient devenir des nœuds multimodaux avec le fer et la route, mais le faible tirant d'eau du Prut pour le premier, et l’occupation russe du second, rendent de tels travaux irréalisables ;
- le complexe de Giurgiuleşti, étranglé dans ses 340 m de rivage, ne peut donc être convenablement relié aux centres de consommation, et en particulier à Chișinău (voie ferrée passant par l’Ukraine, oléoduc plus route « M 3 » à l’étroit).

C’est politiquement qu’il faudrait rechercher des solutions, en permettant à la Moldavie d’accéder plus aisément aux ports de Reni, Izmaïl, Kilia et Bilhorod-Dnistrovsky, mais cela ne pourrait se faire que sous l’égide d’un traité international pour l’utilisation du Prut, du Danube et du Dniestr. Or un tel traité impliquerait toute l’U.E. d’un côté et la C.E.I. de l’autre : autant dire que ce n’est pas pour demain.

#### Réseau d’aéroports

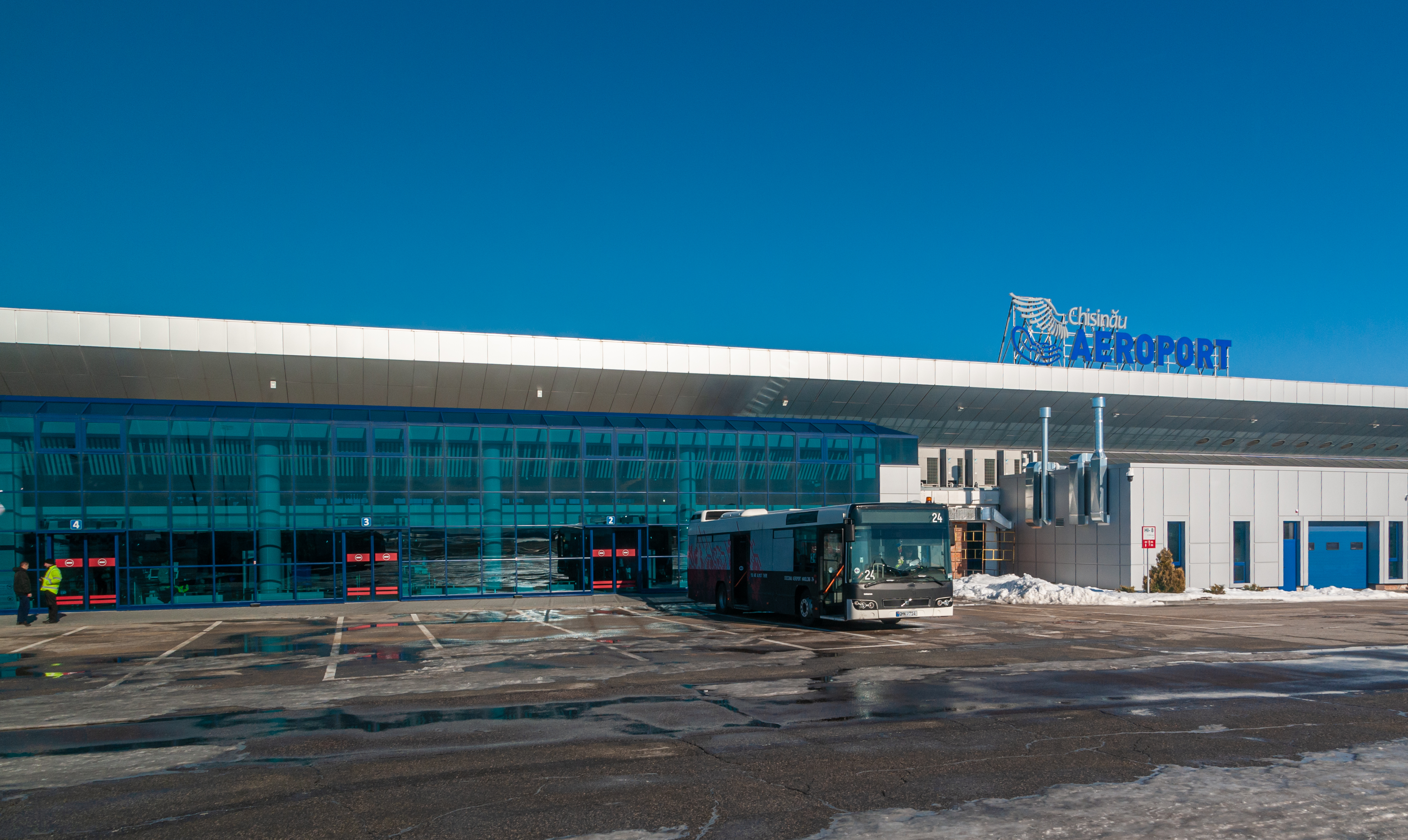
Aéroport de Chișinău (2019)

Le transport aérien en Moldavie est surtout du trafic voyageurs. Il existe un seul aéroport international en Moldavie, celui de Chișinău. Il reçoit en moyenne 5 000 mouvements d’avions par an et gère 250 000 passagers et 3 000 tonnes de fret. Il peut accueillir jusqu’à 44 appareils de toutes tailles, les pistes ayant été rallongées et réhabilitées à l’occasion du sommet de la CEI en octobre 2002. Il relie les principales capitales européennes (Paris, Francfort, Berlin, Varsovie, Budapest et Bucarest entre autres), le Proche-Orient (Tel-Aviv-Jaffa) et la CEI (Minsk, Kiev, Simferopol, Moscou, Saint-Pétersbourg, Rostov-sur-le-Don). Les volumes aériens de fret sont restés limités en raison d’une capacité réduite du traitement : les grandes expéditions aériennes utilisent les aéroports de Budapest, Bucarest et Kiev avec post-acheminements routiers.
Cet aéroport, construit en 1974 par l’URSS à la place de l’ancien aérodrome local, devait être réhabilité pour le rendre conforme aux normes de l’OACI et recevoir le statut d’aéroport international afin d’intégrer la Moldavie au réseau de transport aérien international. La Banque européenne pour la reconstruction et le développement (BERD) et le gouvernement moldave ont lancé le programme de réhabilitation de l’aéroport en 1996. L’appel d’offres fut remporté par la société turque « Afken » et la britannique « Halcrow » pour un montant total de 11,5 millions d’euros (financement BERD : 74 %).
Le programme prévoyait :
- la réhabilitation du terminal à passagers (y compris une route d’accès et le parking) ;
- l’acquisition et l’installation d’équipements aéroportuaires spécialisés ;
- la fourniture et la mise en place d’un système d’information ;
- la formation du personnel ;
- la consultation de projets de services annexes (transports urbains, office de tourisme).

Les travaux ont duré de 1998 à 2000, sans suspendre l’exploitation de l’aéroport.
En 1998, il a accueilli 16 à 18 avions par jour (plus d’une trentaine de mouvements) et 160 000 personnes. 400 000 étaient espérés en 2010 par la direction de l’aéroport. Cette prévision a été fortement revue à la hausse en 2002 avec une crainte d’encombrement de l’aéroport pour 2015. Par ailleurs, un « intégrateur » célèbre désirait il y a 3 ans installer sa plate-forme régionale à Chișinău pour sa position stratégique entre Europe et Proche-Orient. Les lenteurs administratives ont eu raison de ce projet.

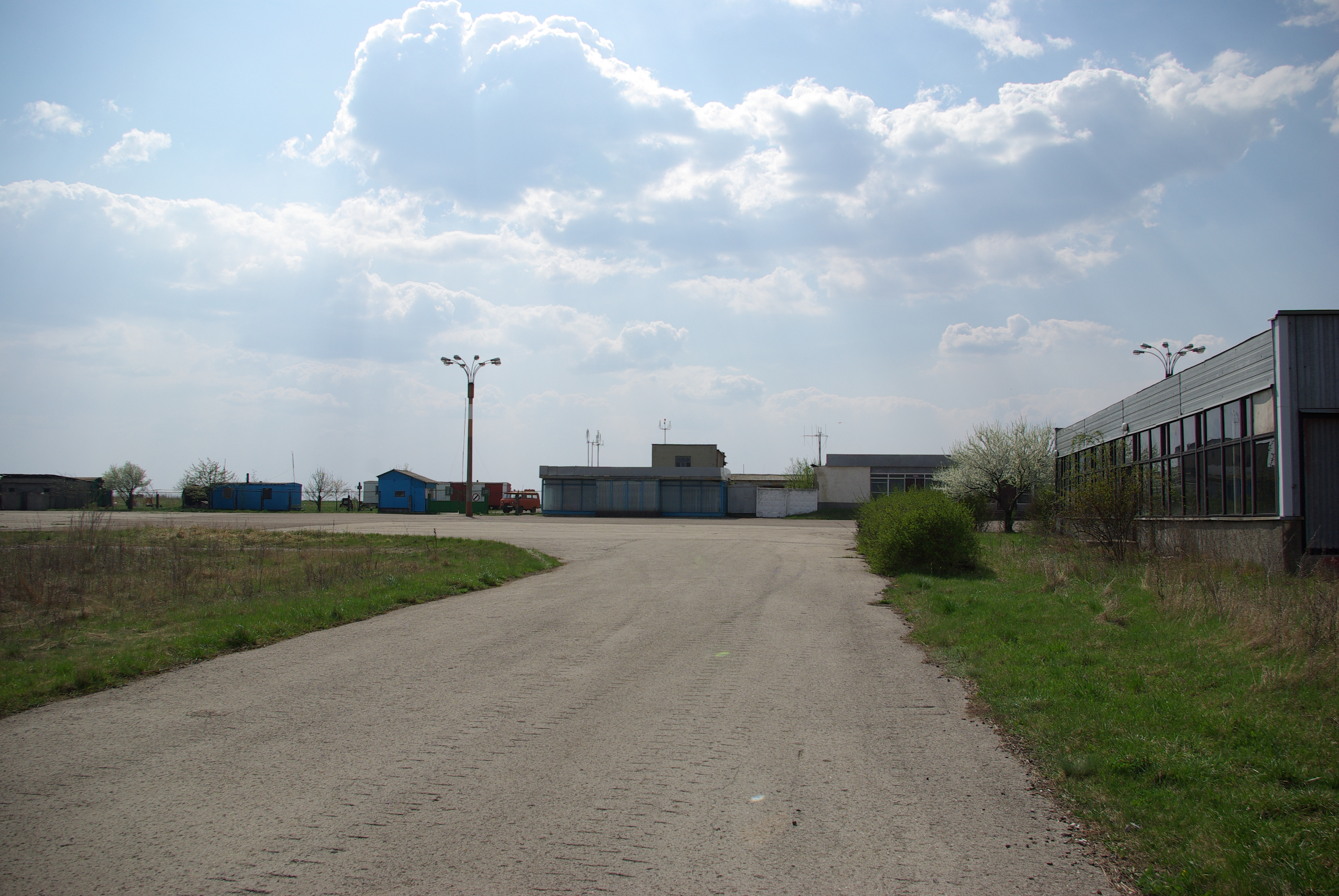
Aéroport de Bălți-Leadoveni (2009).

En dehors de Chișinău, seul l'aéroport international de Bălți-Leadoveni a opéré l’exploitation de vols réguliers à destination et en provenance de Bălți, autrefois l’un des plus importants centres d’aviation en Moldavie (aviation à Bălți). Historiquement, la Moldavie a connu deux détachements d’aviation civile: celui de Chisinau et celui de Balti. Il existe d’autres aérodromes non utilisés commercialement, ou seulement pour le fret : Tiraspol [réf. nécessaire] et une trentaine d’autres sites (aérodromes privés, militaires ou en friche), avec ou sans tarmac, vestiges de la guerre froide. L’aéroport de Tiraspol a fait l’objet d’une réhabilitation par la Russie pour permettre l’atterrissage d’avions gros porteurs[réf. nécessaire] de l’armée afin d’assurer la logistique de la 14e armée russe présente en Transnistrie. L’aéroport de Bălți pourra se spécialiser également, en particulier sur le court-courrier avec les pays proches.
Cette concentration d’aéroports pour ce petit pays, résultat des investissements militaires soviétiques dans cette région, opportunité d’ouverture internationale, pourrait permettre le développement des bassins économiques autour des grandes villes, décentralisant ainsi l’économie. Le « hub » régional voyageurs pour les destinations lointaines restant Chișinău. En effet, Bucarest et Kiev, les capitales les plus proches, se trouvent toutes deux à plus de 400 km et leurs droits d’atterrissage sont beaucoup plus élevés[réf. nécessaire]. L’apport des aéroports internationaux de Iași (Moldavie roumaine) et d’Odessa (Ukraine) n’est pas non plus à négliger, en profitant de l’axe terrestre déjà existant, car en regard du taux de croissance du trafic international de voyageurs prévu par la CEMT (de 80 à 90 % entre 2000 et 2015), l’aéroport de Chișinău, par sa petite taille, risque d’être saturé vers 2015. Il faudrait toutefois penser ces évolutions en tenant compte de la transition énergétique, qui imposera la diminution des vols d’aéronefs consommant du kérosène, au profit de dirigeables de grande capacité, à décollage et atterrissage vertical, et à énergie solaire.

### Les handicaps
Héritage du passé, la Moldavie est un pays enclavé aussi bien politiquement (pas d’accès maritime) que techniquement (déplacements difficiles en raison de la structure et de l’état des infrastructures) : l’absence chronique de passage vers l’extérieur ou leur limitation extrême vers l’ouest (pont sur le Prut avec limitation de tonnage et changement de bogies pour les trains) et l’obstacle transnistrien vers l’est, relèvent de la volonté politique soviétique et post-soviétique de limiter tout ancrage du pays vers l’ouest. En conséquence :
- les frontières constituent des goulets d’étranglement où les délais d’attente dépassent les six à huit heures ;
- les infrastructures sont dangereuses et certains axes sont en surcapacité.

#### Le vieillissement des infrastructures

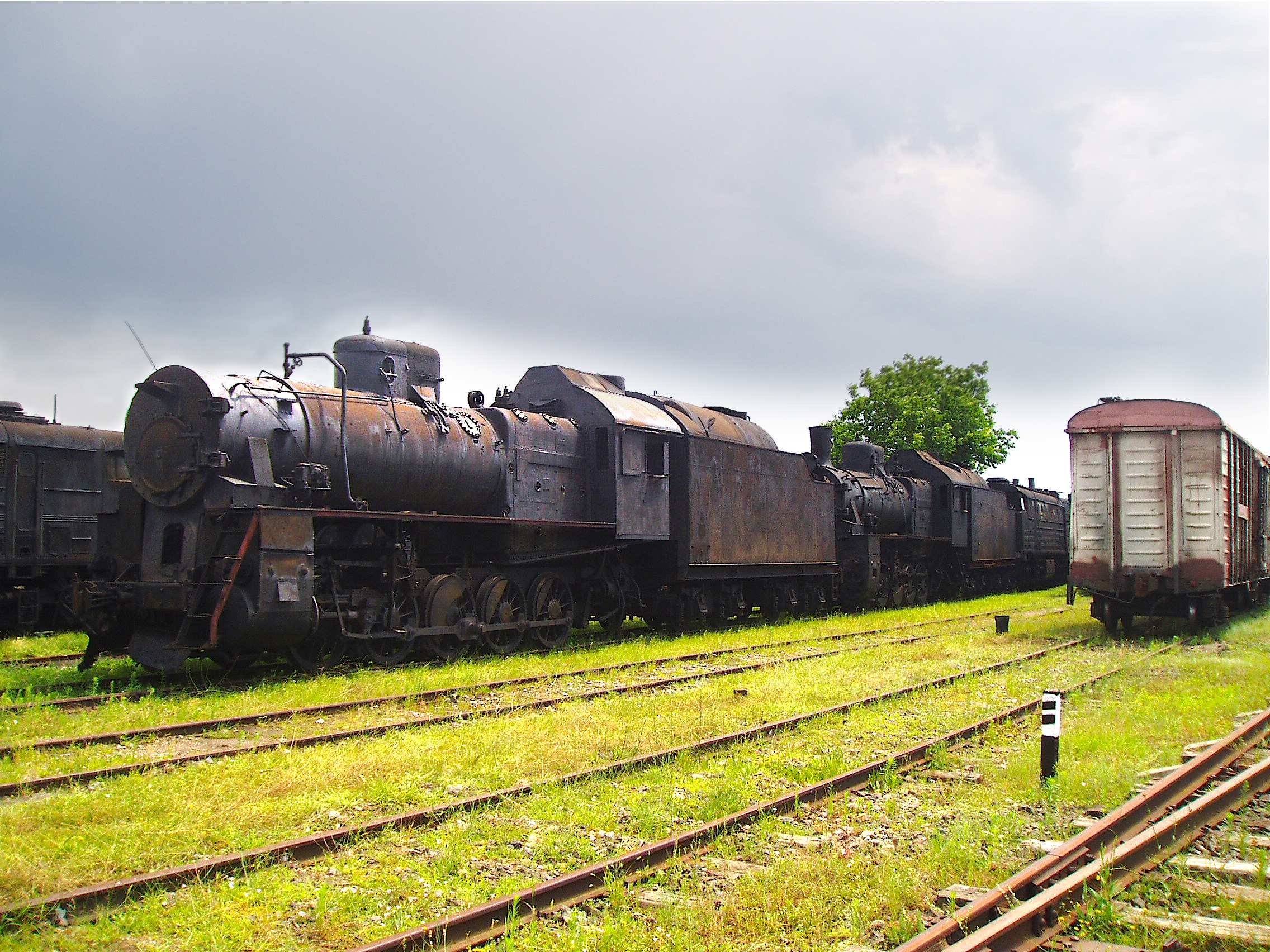
Cimetière ferroviaire en Moldavie : un patrimoine historique à l’abandon.

Le manque d’investissements pendant la période soviétique, l’avènement de la liberté de circuler dans des véhicules privés inaugurée par la perestroïka, puis la transition économique difficile de la Moldavie, dans un contexte de crise économique internationale, ont eu comme résultat de léguer une infrastructure ferroviaire et fluviale dont le délabrement a profité aux transports routiers. La démonstration de la déliquescence des infrastructures est facile : depuis 1985, le fret s’est effondré tandis que le routier a explosé : en 2001, 46 000 camions, 260 000 voitures (pour un peu plus de 4 millions d’habitants) et 15 000 autocars étaient enregistrés.
Les tendances principales observées dans l’histoire récente des transports sont :
- un déclin spectaculaire des volumes de transport depuis 10 ans (réduction de 90 % en volume, de 80 % en tonnes-km et de 85 % en nombre de passagers) ;
- une augmentation considérable du nombre de voitures particulières (de 170 000 à 260 000 en 6 ans) ;
- la détérioration des infrastructures.

L’entretien et la réparation des routes souffre du sous-financement public chronique aboutissant à l’achat de matières premières de mauvaise qualité, de sous-qualification des ouvriers et de leur encadrement. Un rapport sur « les conditions des routes, des rues et des ponts », établi après consultation de la population entre novembre 2002 et mars 2003 montre que quasiment toutes les routes du pays (nationales, locales, urbaines et les rues de villages) ainsi que de nombreux ponts sont dans une situation désastreuse. En 2003, la totalité des réparations urgentes soumises au ministère aurait coûté plus de 8 fois son budget annuel d’entretien des routes (en 2001-2002, le financement total pour les routes locales était d’un million de dollars).

#### Le manque de points-frontière
Officiellement, trois aéroports moldaves pourraient être des points de sortie autorisés :
- Chișinău (le seul réellement utilisé) ;
- Aéroport international de Bălți-Leadoveni (employé pour les courses régulières internationales entre 1987-1994 et ensuite occasionnellement pour les courses internationales charter jusqu’à 2015) ;
- Tiraspol (n’accueille aucun vol international).

Pour le mode aérien, l’aéroport de Chișinău ne semble pas suffisant pour traiter la majorité des flux entrants et sortants de la Moldavie. De nombreux passagers vers ou en prévenance de Moldavie transitent par les aéroports voisins en Roumanie ou en Ukraine.  Toute hypothèse de développement du mode implique une refonte importante du mode de fonctionnement des services douaniers, sanitaires et d’immigration, déjà saturés en dépit du fable trafic, en raison des « habitudes héritées » de l’époque soviétique : faible automatisation, contrôles très détaillés, temps d’attente longs.
Il en est de même pour les gares ferroviaires, qui ne sont que quatre :
- Basarabeasca (sud de la Moldavie à la frontière moldo-ukrainienne, très peu utilisé) ;
- Cantemir (sud de la Moldavie, à la frontière roumaine, très peu utilisé, changement de bogies) ;
- Pervomaïsk (Transnistrie vers l’Ukraine, fonctionnement aléatoire) ;
- Ungheni (passage obligé vers l’Europe, changement de boggies).

Pour juguler les exportations sauvages et le marché noir, la Moldavie a multiplié les procédures à sa frontière ouest, tandis qu’à l’est, les autorités de Transnistrie ont répondu par une discrimination continue des trafics par de nombreuses barrières tarifaires et administratives, empêchant ou ralentissant tout transit par son territoire des exportations vers l’Ukraine et la Russie. Le passage en « frontière » y est lent, la corruption active, les vols fréquents. De plus, la Transnistrie a fait changer les sceaux de ses tampons de douane. Cet état de fait coupe la Moldavie à la fois de l’U.E., son marché potentiel, et de la C.E.I., son marché historique. Vers la C.E.I., seul l’accès par Cosăuți, au nord du pays, fonctionne : il est distant de plus de 150 km de Chișinău. Cet accès n’avait pas été prévu pour recevoir la quasi-totalité des échanges entre la Moldavie et le reste de la C.E.I.: il est sans cesse encombré et l’attente est de plus en plus longue à ce point-frontière.
Pour contourner le problème transnistrien, l’État Moldave a innové par le projet de créer des postes de douane mobiles qui se déplaceraient au gré de la demande sur certains points frontières. De plus, cette brigade spécialisée pourrait rapidement se placer en frontière, le jour venu de la normalisation de la Moldavie. Mais bien que ce projet soit soutenu et financé par le programme européen TACIS de Coopération transfrontalière (CTF) pour la formation du personnel, il est encore peu avancé, faute de candidat, ceux-ci étant découragés par les menaces (y compris physiques) émanant des autorités russes et transnistriennes, ou encore des communistes (presque la moitié des députés du parlement moldave).
Les différents projets passés et présents financés par le programme de coopération transfrontalière s’inscrivent dans le prolongement des principes du programme d’action TACIS 2003. Ils visent à améliorer l’efficacité des frontières :
- formation des douaniers et des garde-frontières ;
- fourniture d’équipement ;
- réhabilitation des infrastructures frontalières ;
- Création d’un poste frontière mobile avec une brigade spécialisée afin de faciliter la surveillance de la frontière « mouvante » avec la Transnistrie.

Et aussi à réduire la contrebande, la migration clandestine et à favoriser le commerce légal.
Par exemple, le projet CTF (« Coopération transfrontalière à Ungheni ») soutient des entreprises communes moldaves et roumaines, encourage les exportations et s’emploie à canaliser les investissements à l’est du Prut. Les points de passage des frontières situés sur les principaux passages ferroviaires et routiers entre la Moldavie et la Roumanie ont été pris en compte et le programme CTF 2001 finance la reconstruction d’un pont sur le Prut, désenclavant toute une « eurégion » moldave commune à l’Ukraine, à la Roumanie et à la Moldavie. Tout travail d’infrastructure de grande envergure sera soumis à une procédure d’étude d’impact sur l’environnement (EIA) similaire à celle requise par la directive de l’UE. La facilité de petits projets transfrontaliers est également opérationnelle en Moldavie (pour le moment, 6 projets totalisent 1,2 million d’euros). Les secteurs visés sont l’aide au développement local, les problèmes sociaux, la protection de l’environnement.
Dans un souci d’équilibre politique, la Moldavie doit tendre la main à tous les projets, qu’ils viennent de Bruxelles ou de Moscou.
La déclaration d’Helsinki du 25 juin 1997 intitulée « vers une politique européenne des transports » avait pour objectif de « promouvoir des systèmes de transport durables et efficaces répondant aux besoins économiques et sociaux des citoyens européens ainsi qu’à leurs attentes en matière d’environnement et de sécurité, contribuant à réduire les disparités régionales et permettant aux entreprises européennes d’affronter avec succès la concurrence sur les marchés mondiaux ».

## Les projets: présentation et analyse
Avec le système de financement prévu par l’administration moldave, la stratégie globale du SCERP dans le secteur des transports prévoit de dégager les grands axes du pays permettant un développement économique et social égal pour tous ainsi qu’une gestion moins aléatoire des fonds publics pour l’entretien des routes.

### Les stratégies en transports terrestres

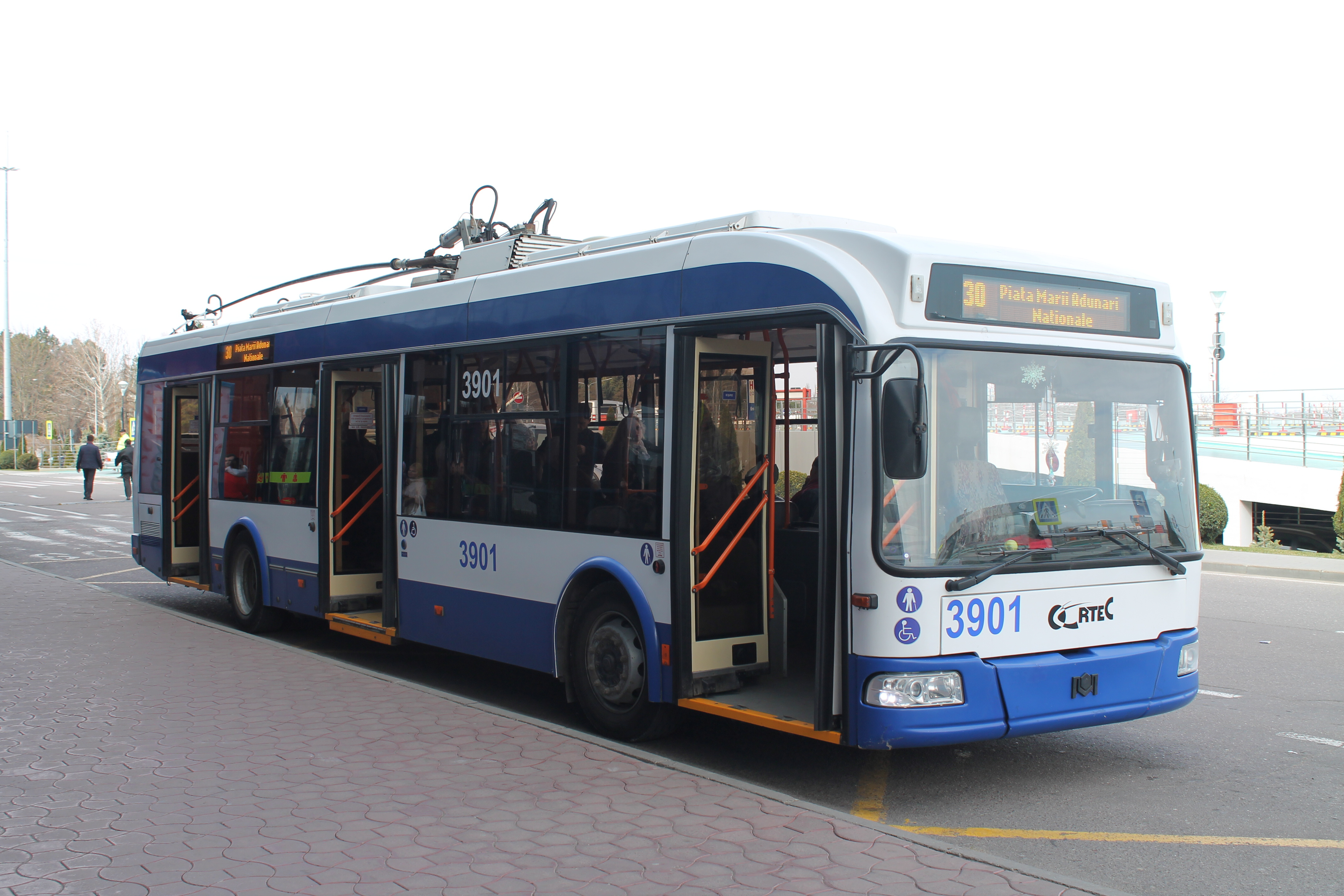
Nouveau modèle de véhicule hybride bus-trolleybus à Chișinău.

Selon l’administration des routes, les objectifs de la stratégie du secteur des infrastructures de transport routier sont :
- améliorer l’entretien du réseau routier existant pour arrêter sa dégradation ;
- établir un environnement financier et technique adéquat pour mettre le réseau routier principal (environ 400 km) aux standards européens ;
- améliorer le réseau national secondaire (2 000 km) et mettre le réseau local (750 km) en condition acceptable.
- développer graduellement un réseau routier express sur les axes principaux du pays, en corrélation avec la croissance du trafic interne et de transit.

Depuis le 30 mars 1992, les Chemins de fer moldaves étaient une administration d’état à but non lucratif dépendant du Ministère des Transports et des Routes (maintenant Ministère des Transports et les Communications).
Dans le domaine ferroviaire comme ailleurs, la modification de la législation (à laquelle s’opposèrent les partis de gauche) fut un préalable indispensable à la « restructuration à l’européenne ». Les modalités, échelons et priorités sont toujours débattues entre leurs promoteurs et leurs adversaires, car elles s’accompagnent, pour les agriculteurs et toute leur filière, pour les industries agro-alimentaires et pour les réseaux de transports, de processus de privatisations, de concessions et de réorganisation en vue d’intégrer l’économie moldave, encore en grande partie vivrière, dans un processus de mondialisation pour raison de compétitivité. Les promoteurs de ces projets soulignent que « la situation déplorable actuelle constitue une barrière sévère » dans l’intégration de l’économie moldave. Leurs détracteurs, essentiellement les communistes et les sociaux-démocrates, contestent le « modèle européen » où les entreprises publiques de transport sont séparées de celles qui entretiennent les infrastructures et reculent au profit d’entreprises privées, sur rail comme sur route. Chaque parti a ses arguments. L’enjeu est de taille : s’agit de modifier les rapports entre l'État et les CFM, c’est-à-dire de séparer les fonctions régaliennes et de gestion, en transférant les responsabilités régulatrices de l’État à une agence spécialisée (une autorité de contrôle), indépendante du ministère des Transports, qui pourrait lancer des appels d’offres en direction des entreprises privées à but lucratif.
En 1999, un premier programme de modernisation et de restructuration des chemins de fer a été arrêté par l’État, et le Ministère des finances a effacé une partie des dettes héritées du passé. Des plans d’investissement visant à développer l’infrastructure le long du IXe corridor figurent aux programmes TACIS depuis 1996. Conformément aux amendements des députés communistes et sociaux-démocrates, la loi votée le 1er janvier 2001 comporte clairement la notion de service public (« exécutés dans l'intérêt général » notamment le transport social à bas tarif, financé au budget) mais aussi, conformément aux vœux des députés libéraux et au Livre Blanc européen, des chapitres sur le libre accès des transporteurs privés à l’infrastructure ferroviaire ainsi que sur les règles relatives à la sous-traitance (contrats de services publics).
En 2001, l’entreprise publique « CFM » fut créée, avec des charges structurelles s’élevant à 4,92 milliards de lei (585 M€) dont 1,764 milliard de lei (209 M€) doit être autofinancé. L’entreprise emploie 12 300 personnes. Les CFM sont constitués de 37 divisions, disposant d'une grande autonomie au sein de l’entreprise nationale. La Moldavie a adhéré à l’OSJD et participe à la coordination des réseaux à écartement 1,52 m ainsi qu’aux projets de corridors ferroviaires eurasiens. Mais le matériel roulant est âgé, en particulier la traction, et la « productivité humaine » est faible. Les résultats financiers positifs des années 2001–2003 masquent un faible niveau d'investissements autant dans les infrastructures, les installations, la traction et le matériel roulant, que dans la formation du personnel.
Les partis de gauche restent très opposés à l’évolution du transport inscrite dans les buts principaux de la stratégie du SCERP, au terme de laquelle l’entreprise d’État CFM à but non lucratif deviendrait une société par actions à but lucratif (dont l’État sera l’actionnaire unique en un premier temps) :
- phase 1 : réorganisation en pôles structurels de coûts (1 an) ;
- phase 2 : nouvelle évolution en centres de profits (2 ans) ;
- phase 3 : Établissement d'unités d'affaires ayant une gestion indépendante, et dont les interactions pourront se matérialiser par des imputations à leurs budgets via des jeux d’écritures comptables, voire facturations internes.

### L’intégration aux corridors de l’OSJD et aux Corridors paneuropéens

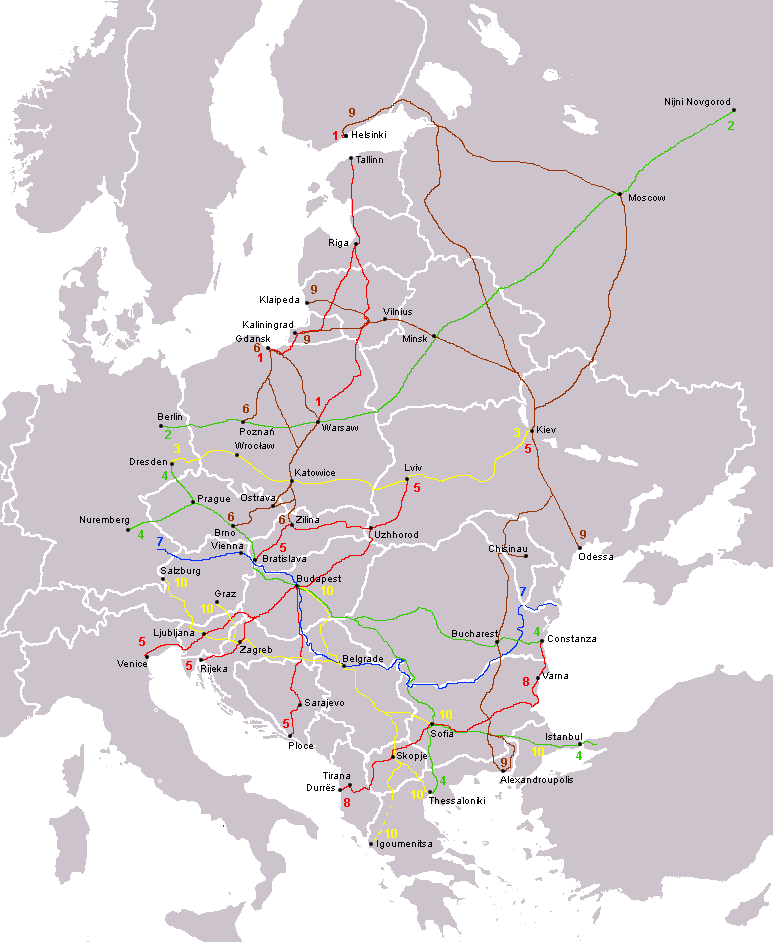
Les corridors paneuropéens et la Moldavie

La Moldavie touche à deux corridors paneuropéens :
- le VIIe est l’axe fluvial « Rhin-Main-Danube » et la Moldavie est intégrée à ce programme en tant que pays Danubien, signataire du traité de Belgrade. Ce programme, à l’origine destiné aux pays de l’ex-Yougoslavie, a été élargi pour faciliter la navigation vers tous les ports du sud-est européen. Pour cela, l’infrastructure fluviale bénéficie de financements pour ses berges, ses ponts, son fond et ses infrastructures portuaires. L’objectif de ce corridor est de désenclaver les pays d’Europe centrale n’ayant pas d’ouverture sur la mer, de faciliter le transport de grosses charges et de désengorger les axes routiers dans les trafics longs ou de transit, en particulier en utilisant le transport combiné (barges à conteneurs). Pour la Moldavie, ce corridor danubien permettrait de viabiliser la région sud du pays, encore très pauvre, en attirant industrie et logistique.
- le IXe corridor est un double axe routier et ferroviaire devant relier du nord au sud, Helsinki en Finlande à Alexandroúpoli en Grèce. L’axe routier passe en Moldavie d’est en ouest en passant par la capitale. Cet axe répond aux besoins du pays en termes de transport routier car il permet de rejoindre rapidement les grands axes européens. En revanche, l’axe ferroviaire traverse la Moldavie sur un axe nord-est/sud-ouest en passant par Ocnița, Bălți et Ungheni sur des voies uniques vétustes, mais pas par Chișinău et Tiraspol qui est orienté sud-est/nord-ouest. Sans l’opposition des russophones, ce tracé pourrait aider à intégrer la Moldavie dans l’espace ferroviaire européen en faisant d’elle un territoire charnière entre les deux types d’écartements de voies. Cette grande traversée de la Moldavie permettrait l’implantation de zones industrielles ou logistiques permettant d’apporter une valeur ajoutée (transformation ou conditionnement) aux produits en transit, qu’il soit local ou international. L’axe permettrait aussi de rapprocher le port d’Odessa dans le même objectif, de favoriser l’exportation de produits traditionnels (vins, tabac) et l’établissement de zones franches à l’entrée en U.E. (travail à façon sous un régime de perfectionnement, reconditionnement, transit).

### Le programme TRACECA ou «Route de la Soie»
Lancé en 1993, le programme « Traceca » (Transport corridor Europe Caucase Asie) est aujourd'hui le principal outil de coopération de l’Union européenne dans les huit pays du Caucase et de l’Asie centrale. Le but est de désenclaver la région en créant un corridor de transports de marchandises (notamment énergétiques), terrestres et maritimes, relié aux réseaux trans-européens et à la Chine, en passant par la mer Noire. Il s’agit aussi de favoriser l’indépendance économique de ces pays et une future coopération régionale. L'acte fondateur est signé à la conférence de Bakou en septembre 1998 en présence de représentants de trente-deux pays et de nombreuses organisations internationales. Des projets d'investissement et d'assistance technique, financés par l’U.E., mais aussi la BERD et la Banque mondiale, sont élaborés pour harmoniser les politiques de transport, réhabiliter et informatiser, créer des conditions de concurrence, assurer la sécurité du trafic... Ce programme rencontre les mêmes obstacles politiques que ceux évoqués à propos de la Transnistrie, et sa viabilité économique est parfois contestée en raison de la décroissance. Il n’en reste pas moins que, de 1993 à 2000, le trafic est passé de 300 000 à 11,4 millions de tonnes.
La Moldavie fait partie intégrante du programme, comme l’Ukraine, au titre de pays voisin de la mer Noire, c’est-à-dire comme pays de débouché européen au corridor de transport de l’Asie Centrale. Ainsi, la Moldavie est déjà considérée comme un pays-charnière dans les grands flux de transport eurasiens.

### Le projet de zone d’échange dans le bassin de la Mer Noire
Champ de confrontation idéologique Est-Ouest durant les années de la guerre froide, le bassin de la mer Noire est devenu une région dont les riverains recherchent les voies d’une existence pacifique fondée sur des intérêts mutuels. Ces pays sont au nombre de sept : Turquie, Bulgarie, Roumanie, Moldavie, Ukraine, Russie, Géorgie.
C’est dans le cadre de la nouvelle conjoncture internationale créée par la levée du rideau de fer, que l’ancien président de la Turquie, Turgut Özal, a lancé l’idée d’un nouveau schéma de coopération économique dans la région de la mer Noire, afin de développer et diversifier les relations économiques entre les pays riverains et limitrophes, en insistant sur les avantages de leur proximité géographique et de la complémentarité de leurs économies.
Ainsi, la Organisation de coopération économique de la mer Noire (CEMN) a pour objectifs de promouvoir la coopération économique afin d’éviter les conflits et d’aider les États participants à s’intégrer dans l’économie européenne. Les domaines de coopération sont notamment le commerce, les investissements, les transports, l’énergie, les communications et l’environnement.
Le Sommet des chefs d’État et de gouvernement du 25 octobre 1996 à Moscou a lancé le projet et celui du 5 juin 1998, à Yalta entérine l’existence et les activités de la CEMN par la signature d’un traité de coopération, marquant sa transformation en une authentique organisation économique régionale à caractère et statut internationaux.
L’un des volets de la CEMN est la création d’une « PETra » ou zone paneuropéenne de transport. Il s’agit d’un programme rassemblant tous les projets existants en termes d’infrastructures pour les coordonner dans le cadre du bassin économique et les relier aux autres Corridors paneuropéens de transport. Cette zone s’étend à 300 km autour des côtes de la mer Noire, mais inclut la totalité de la Moldavie par dérogation, afin de ne pas pénaliser l’extrême nord du pays. Cette structure de coopération permet à la Moldavie d’avoir accès à de nouvelles lignes de crédits via les grandes institutions financières mondiales (BERD, Banque Mondiale) et des investissements privés. À titre d’exemple, les investissements turcs en Moldavie ont triplé depuis la création de la PETra.

## Conclusion: au contact de l’UE et la CEI, entre politique, géographie et prospective
Une lente mutation a été amorcée depuis 1999 avec un secteur aérien rationalisé et un secteur ferroviaire en conversion, dans une volonté politique contradictoire où l’« occidentalisme européen » des libéraux et des « roumanistes » se heurte à la résistance du « soviétisme pro-russe » des partis de gauche (où dominent les communistes), des « moldavistes » et surtout des russophones de Transnistrie. Cette situation est la déclinaison locale des tendances politiques caractérisant tous les pays de l’ex-URSS, où l’on retrouve les mêmes résistances aux velléités d’ouverture économique et politique mondiale.
Une politique adéquate d’investissement dans les infrastructures et d’incitation à l’établissement (zones franches, défiscalisation), permettrait à la Moldavie, qui n’a pas beaucoup de ressources propres, d’attirer beaucoup d’entreprises désireuses de se positionner sur un marché « eurasien » en apportant une valeur ajoutée substantielle aux produits transitant par son sol. Ce secteur pourvoirait à la Moldavie les emplois dont elle a besoin et la viabilité économique qui lui manque : la zone logistique d’entrée / sortie en Europe. En fait ce processus a déjà commencé, mais comme à Chypre, dans une situation de partition où une composante, reconnue par la communauté internationale, voit son niveau de vie s’élever (avec, bien sûr, des à-coups), tandis que l’autre (la Transnistrie), non reconnue mais soutenue par un pays dont elle dépend (la Russie) subsiste grâce à l’économie internationale parallèle.
Pour l’avenir, la prise en compte de la transition énergétique et de la décroissance dans le cadre d’une prospective plus réaliste, fondée sur les données réelles et non sur l’espoir de poursuivre les modèles passés, permettrait de réduire la différence entre les projets envisagés et les améliorations concrètement réalisables.